# آنتونیو سیوفی
آنتونیو سیوفی (انگلیسی: Antonio Cioffi؛ زادهٔ ۱۹ دسامبر ۲۰۰۲) بازیکن فوتبال اهل ایتالیا است.